# Bothriechis marchi
Espèce
Synonymes
- Bothrops nigroviridis marchi Barbour & Loveridge, 1929
- Bothrops marchi Barbour & Loveridge, 1929

Statut de conservation UICN

 EN B1ab(iii,v) : En danger
Bothriechis marchi est une espèce de serpents de la famille des Viperidae.

## Répartition
Cette espèce est endémique du nord-ouest du Honduras. Elle se rencontre entre 500 et 1 840 m d'altitude.

## Description
C'est un serpent venimeux.

## Publication originale
- Barbour & Loveridge, 1929 : On some Hondurian and Guatemalan snakes with the description of a new arboreal pit viper of the genus Bothrops. ¨Bulletin of the Antivenin Institute of America, vol. 3, p. 1-3.